# Dikrella cruentata
Dikrella cruentata är en insektsart som först beskrevs av David D. Gillette 1898.  Dikrella cruentata ingår i släktet Dikrella och familjen dvärgstritar.

## Underarter
Arten delas in i följande underarter:
- D. c. rubricata
- D. c. lavata
- D. c. kansiensis